# Genji Monogatari
Genji Monogatari (源氏物語?), generalmente traducida como Novela de Genji, Romance de Genji o Historia de Genji, es una novela clásica de la literatura japonesa, considerada por muchos como la novela más antigua de la historia, escrita alrededor del año 1000 por Murasaki Shikibu.

## Título
Realmente la obra no tiene título, por lo que ha recibido numerosas denominaciones, de las cuales la más común y aceptada es Genji Monogatari ( 源氏物語 La historia de Genji?). Sin embargo, ha sido publicada bajo diversos títulos:cuento o relato o historia Murasaki no Monogatari (紫の物語 El cuento/relato/historia de Murasaki?), Hikaru Genji (光源氏?), Genji (源氏?), Gengo (源語?   palabra formada por el primer kanji de Genji y el segundo de monogatari), Shibun (紫文?   palabra formada por los ideogramas de Murasaki y de escrito), entre otros.

## Autoría
Murasaki Shikibu (紫 式部?) una mujer de la realeza, que formaba parte de la corte de la Emperatriz a fines del siglo X y comienzos del siglo XI, es considerada la autora. En la obra en sí no figura ningún autor, sin embargo en el Diario de Murasaki Shikibu, se encuentran, además de anécdotas varias y descripciones de los incidentes entre la realeza y la pleitesía, notas aclaratorias sobre La novela de Genji. Hay una teoría sobre coautoría de la novela. Yosano Akiko, la primera autora en hacer una traducción de Genji al japonés moderno, creía que Murasaki Shikibu había escrito los capítulos 1 al 33, y que los capítulos 34 al 54 fueron escritos por su hija Daini no Sanmi.

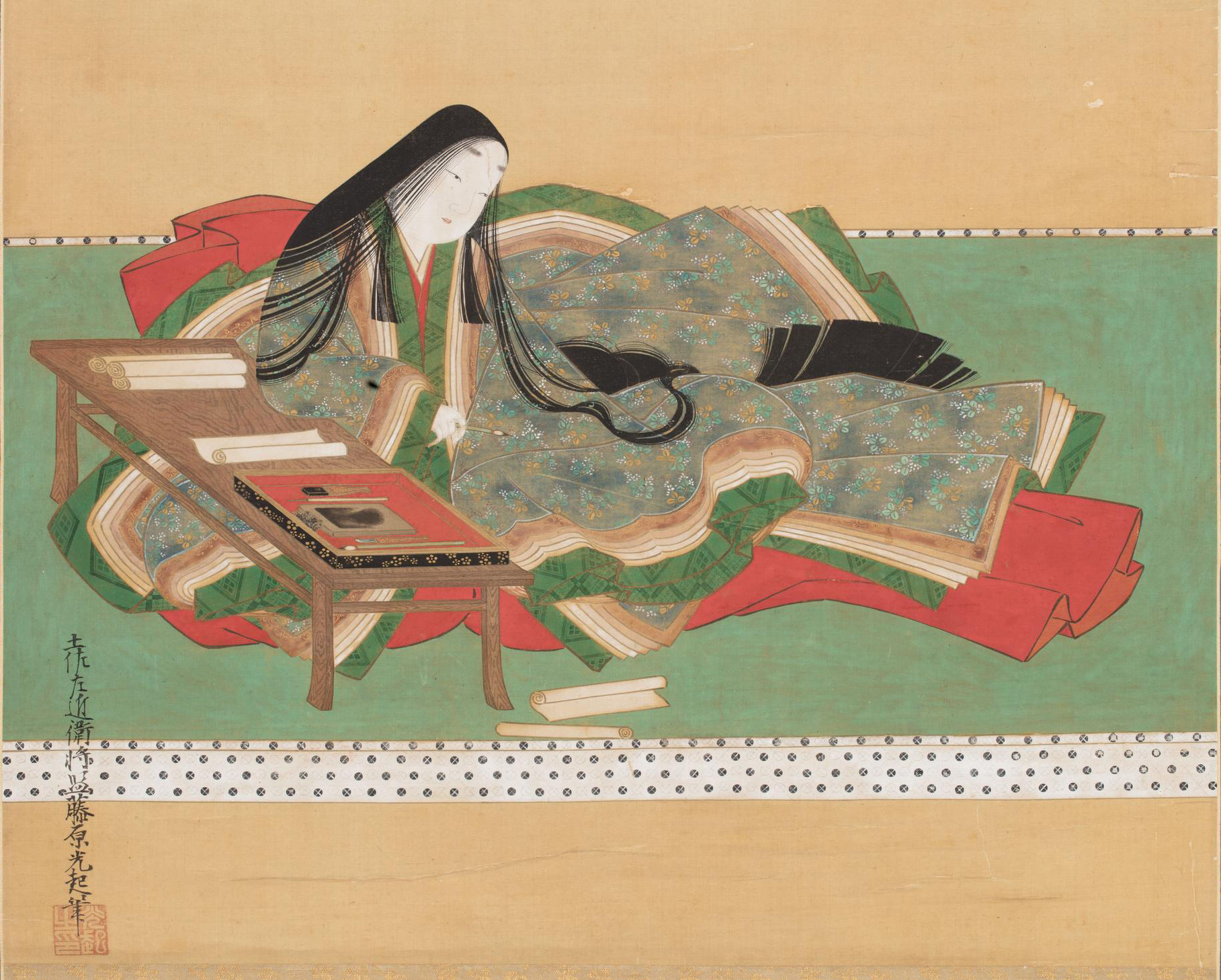
Murasaki Shikibu, ilustración de Tosa Mitsuoki.

La novela de Genji —que cuenta con 54 rollos (帖, kakimono) o capítulos— se considera la obra maestra de la literatura dinástica japonesa, y la primera novela del mundo en el sentido moderno, después de los precedentes romanos de El Satiricón y El asno de oro, más los precedentes greco-bizantinos de la novela amatoria del tipo de Dafnis y Cloe.[cita requerida] Presenta varias características novedosas, como descripciones psicológicas detalladas de los personajes, y el personaje Kaoru —considerado por algunos el primer antihéroe—, entre otras. Por este rasgo puede considerarse el primer ejemplo de la novela psicológica.

## Lectura del manuscrito

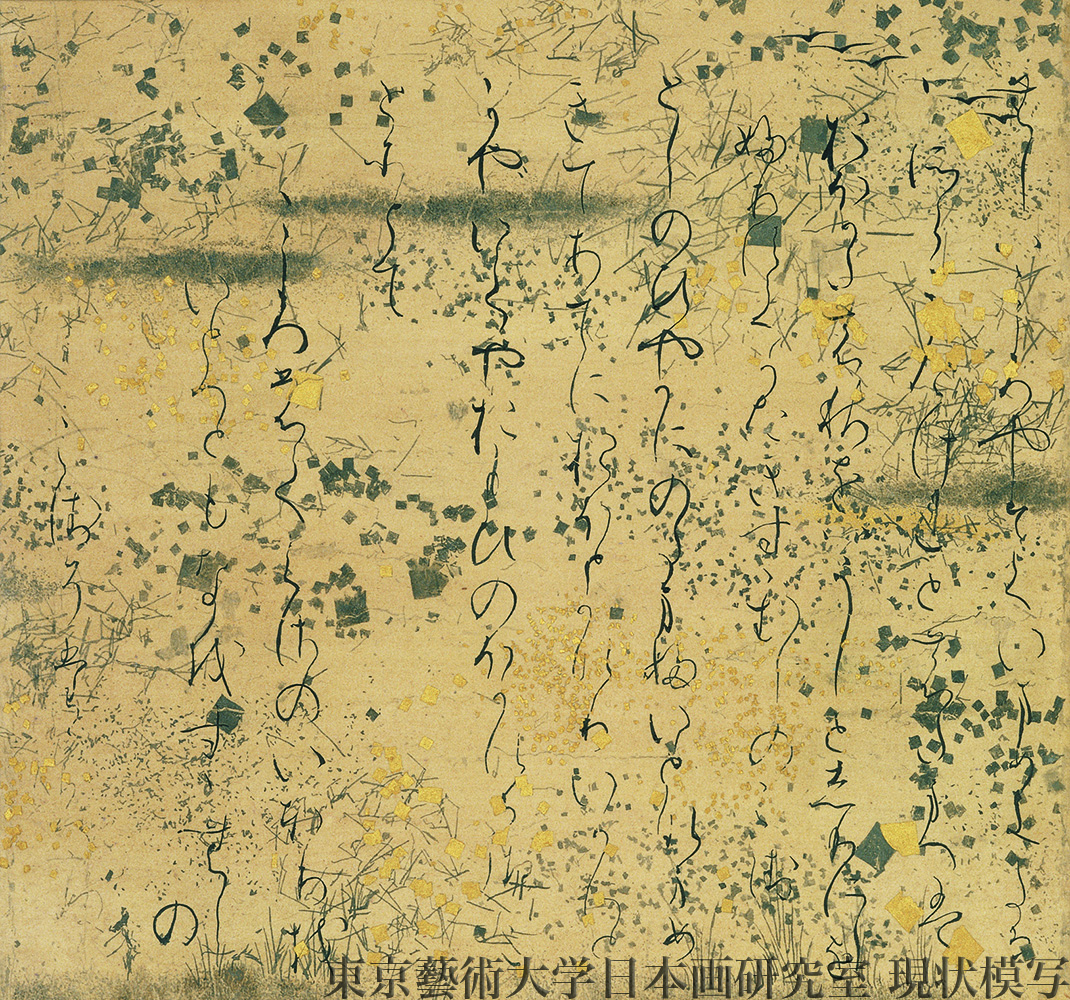
Texto del manuscrito más antiguo del Genji Monogatari

Su lectura es una tarea difícil —incluso para los japoneses— debido a diversos factores. Primero, durante el período Heian, la realeza consideraba de buen gusto hablar citando o parafraseando refranes o poesías. La obra está dirigida a las mujeres de la realeza del período Heian, período en el cual la práctica general era no referirse por su nombre a una persona. Por ello, en la obra no se nombra a los personajes masculinos por su nombre, sino por rango o título, ni tampoco a los personajes femeninos, a los que se introduce bajo alguna descripción de su vestimenta, citando la primera frase que hace el personaje al entrar en escena, o su relación con algún personaje importante. Con esto se daba a entender al lector —de la época— cuál era su posición social. 
Otra de las singularidades es que fue escrito utilizando el silabario kana empleado por las mujeres de la Corte (llamado onnade o «mano de mujer»), ya que el empleo de los ideogramas kanji de origen chino estaban reservados para ser escritos solo por hombres, lo que generó en el texto muchas palabras ambiguas, que no siempre son deducibles por el contexto.
A pesar de ser una novela, la autora —que era una poetisa de la realeza— introdujo numerosas poesías, por lo que es también considerado un excelente exponente de la poesía dinástica japonesa del período Heian.

## Contenido

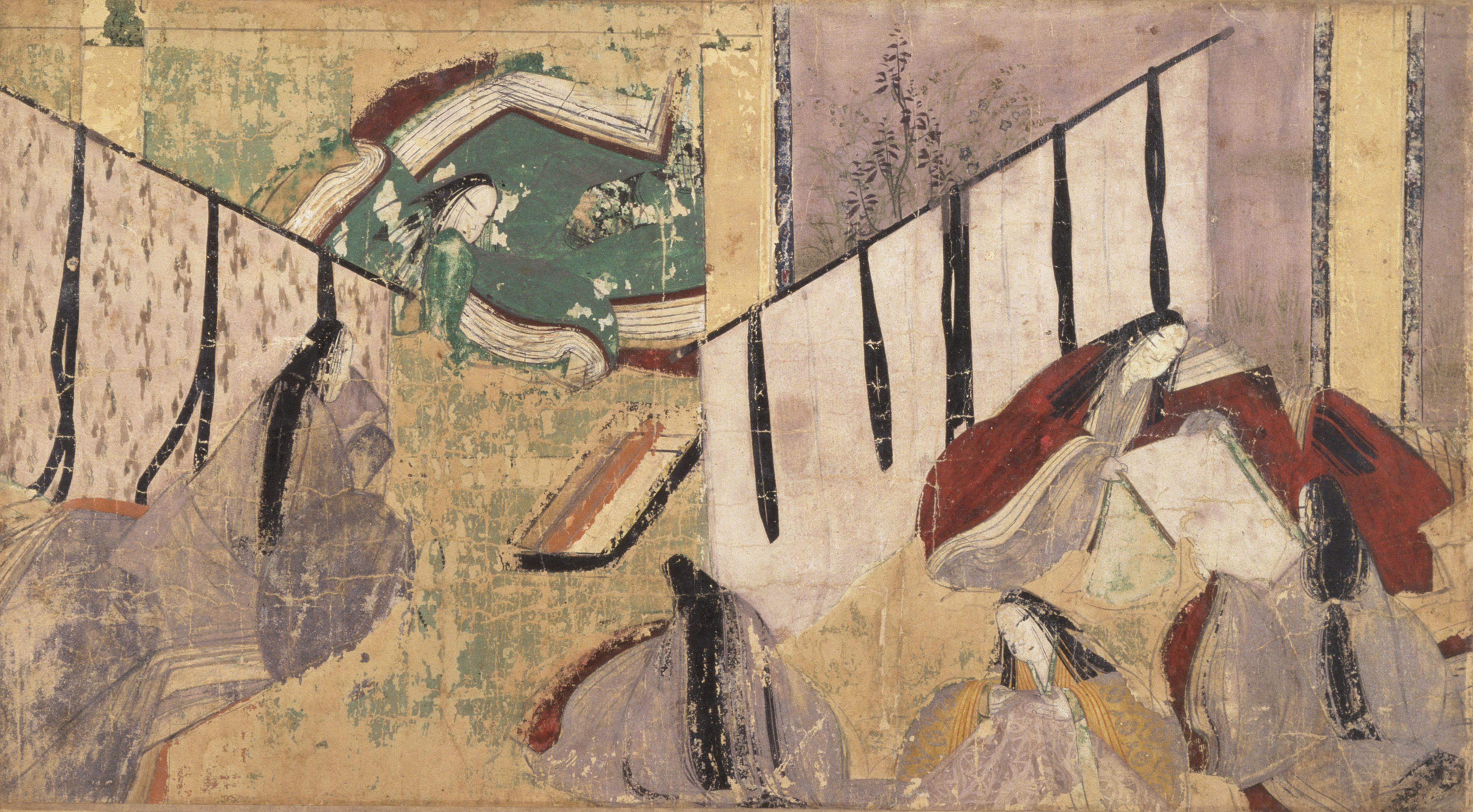
Ilustración del capítulo 48: 早蕨 Sawarabi. Escena proveniente del rollo del Genji Monogatari Emaki en el Museo de Arte de Tokugawa.

Genji Monogatari es una novela de principios del siglo XI, cerca del cenit del período Heian. Cuenta la historia del príncipe Genji a través de 54 capítulos que incluyen toda su vida amorosa, su recuperación del poder imperial y la vida de su hijo y su "nieto" tras su muerte. Se ha sugerido que el personaje protagonista fue inspirado por la figura de Minamoto no Tōru. De las traducciones al inglés, las de Arthur Waley y la de Royall Tyler son las más reconocidas. 
Tanto por la extensión, los contenidos, y la calidad literaria de la obra, es considerada una de las más influyentes dentro de la literatura japonesa. Es una novela de corte moderno que narra la vida política y amorosa del príncipe Genji y de sus descendientes, reflejando la vida de la corte imperial japonesa, al tiempo que describe las emociones derivadas de la poligamia usual de la época. También refleja el carácter fugaz de la vida.
Autores como Jorge Luis Borges, Octavio Paz, Yasunari Kawabata o Marguerite Yourcenar se han hecho eco de la importancia del Genji.

## Estructura

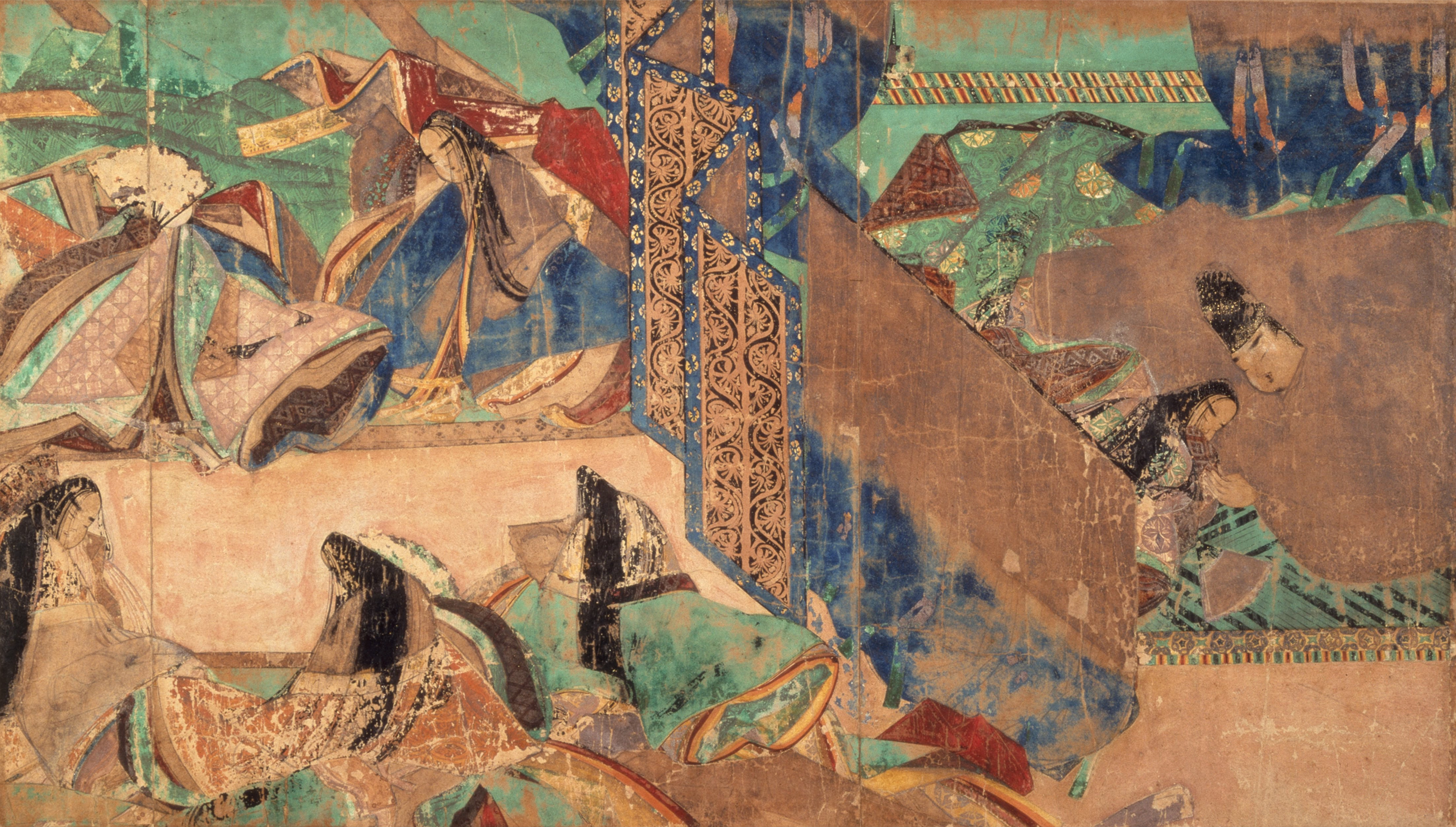
Ilustración del capítulo 48: 宿り木 Yadorigi. Escena proveniente del rollo del Genji Monogatari Emaki en el Museo de Arte de Tokugawa.

La novela se ha dividido tradicionalmente en tres partes: las dos primeras tratan de la vida de Genji, y la última desarrolla los primeros años de dos de sus descendientes más destacados, Niou y Kaoru. También hay algunos capítulos más breves de transición, que se suelen agrupar por separado y de los que es puesta en duda su autoría. 
Capítulos 1-41: La historia de Genji 
- Juventud: capítulos 1-33, su nacimiento, amores y romances, el exilio.

- Éxito y revés: capítulos 34-41, el retorno, su ascensión, la muerte de su amada esposa y su muerte en soledad.

Capítulos 42-44: Son de transición, episodios muy cortos que siguen a la muerte de Genji.
Capítulos 45-54: los llamado Uji, cuentan la historia de los descendientes de Genji, Niou y Kaoru.
El último, y por tanto número 54, es el capítulo llamado «El puente flotante de los sueños». Sobre él se argumenta a veces que es una parte separada de la sección de Uji. Parece que continúa la historia de los capítulos anteriores, pero tiene un título del capítulo particularmente abstracto. Es el único capítulo donde el título no tiene ninguna referencia clara en el texto, aunque esto puede ser debido a que el capítulo está sin terminar. Además existe el hecho de que desconocemos cuando los capítulos adquirieron su título.

## Argumento
La obra recoge la vida del hijo de un emperador japonés, conocido por los lectores como Hikaru Genji, o Shining Genji. Esta denominación no es su nombre real: Genji (源氏?) sino otra manera de leer los caracteres chinos del clan Minamoto (源 の 氏, Minamoto-no-Uji?) al que Genji perteneció. Por razones políticas, Genji es relegado a la condición de plebeyo (dándole el nombre Minamoto) para poder realizar una carrera como funcionario imperial. De esta manera, el personaje puede moverse en dos esferas, la imperial y la plebeya.
Genji era el segundo hijo de un antiguo emperador y una concubina de bajo rango. Su madre muere cuando Genji tiene tres años, sumiendo al Emperador en una gran tristeza ya que no puede olvidarla. Cuando oye hablar de una mujer, la Señora Fujitsubo, que se parece a ella, la hará su esposa. Genji también queda fascinado por ella. Visita Kitayama, un área montañosa y rural al norte de Kioto, y allí  encuentra a una preciosa niña de diez años por la que se siente subyugado, Murasaki, que es sobrina de la Señora Fujitsubo. La secuestra, la lleva a su palacio y la educará para ser su mujer ideal. Durante este tiempo, Genji también se encuentra de forma secreta con la Señora Fujitsubo que engendrará un hijo. Todo el mundo, excepto los dos enamorados, creen que el padre de la criatura es el Emperador. El hijo del Emperador se convierte en el heredero a la corona y la Señora Fujitsubo en la Emperatriz, pero Genji y Fujitsubo juran mantener el secreto.

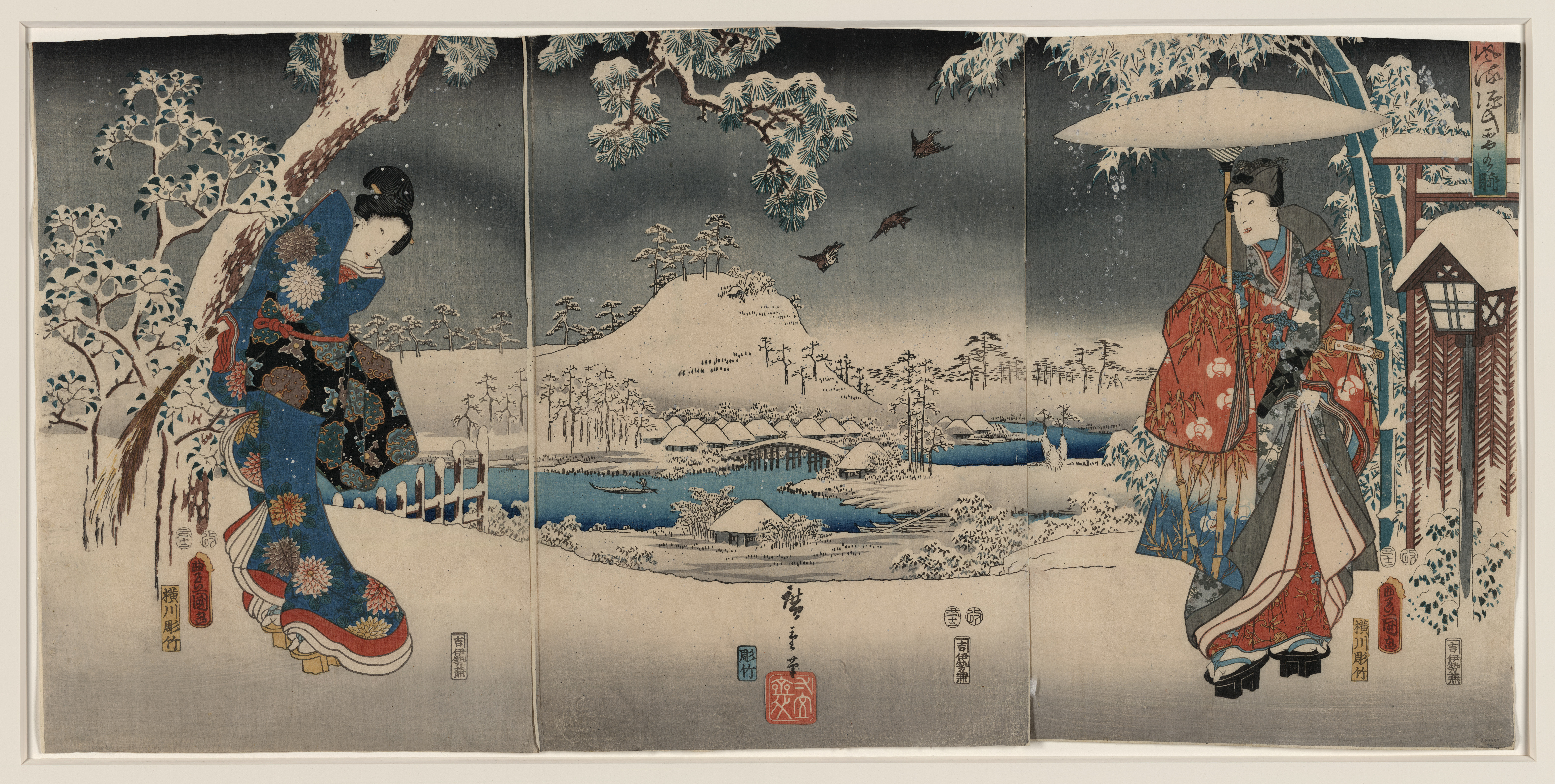
Escenas de La historia de Genji.

Genji se reconcilia con su esposa, la señora Aoi, y ella da a luz a un hijo, aunque muere poco después. Encuentra consuelo en Murasaki, con quien termina casándose. El padre de Genji, el Emperador, muere, y sus enemigos políticos toman el poder. Entonces otro asunto secreto de los amores de Genji sale a la luz: Genji y una concubina de su hermano, el Emperador Suzaku, son descubiertos cuando se encuentran a escondidas. Al Emperador no le molestan estos encuentros de Genji con la mujer, pero tiene el deber de castigarle, por lo que es exiliado en la ciudad de Suma. Allí, un próspero hombre de Akashi acoge a Genji, que mantiene una relación amorosa con su hija. Ella da a luz una hija, que se convertirá más tarde en Emperatriz.
Vuelve del exilio triunfante, reclamado por el Emperador. El nuevo emperador Reizei sabe que Genji es su verdadero padre y eleva el rango de Genji a lo más alto posible. Se casa con otra esposa, la llamada Tercera Princesa, que es violada y tendrá un hijo, Kaoru. Esta nueva boda de Genji afecta y modifica la relación entre él y Murasaki, quien muere. Genji la sobrevive  apenas unos años, tras alejarse de la vida mundana.
El resto de la obra es conocida como los «Capítulos Uji». En estos capítulos se sigue a Niou y Kaoru, que son grandes amigos. Niou es un príncipe imperial, el hijo de la hija de Genji, la actual Emperatriz desde que Reizei ha abdicado. Kaoru es reconocido como hijo de Genji, pero en realidad es hijo de su sobrino. Se muestra la rivalidad entre ambos personajes por las hijas de un príncipe imperial que vive en Uji, una ubicación situada a cierta distancia de la capital. El cuento termina bruscamente, mostrando a Kaoru preguntándose si la chica a la que ama ha sido escondida por Niou. A Kaoru se le ha llamado a veces como el primer antihéroe de la literatura.

## Contexto literario
Como la obra fue escrita para el entretenimiento de la corte japonesa del siglo undécimo, el trabajo presenta varias dificultades para los lectores modernos. En primer lugar, y seguramente el punto más importante, es la lengua que usa Murasaki: en la corte japonesa del periodo Heian, la lengua contenía numerosas declinaciones y una gramática compleja. Otro de los problemas radica en que, en la sociedad cortesana Heian, se consideraba rudo y descortés el hecho de mencionar los nombres de las personas y, por tanto, ninguno de los personajes es nombrado a lo largo de la obra. En lugar de ello, la narración se refiere a los hombres según su rango o el punto de la vida donde se encuentran y a las mujeres por el color de su ropa, por las palabras usadas en un encuentro, o bien por el rango de un pariente masculino prominente. Esto tiene como resultado una descripción diferente para un mismo personaje según el capítulo de la obra.
Otro aspecto es la importancia de utilizar poesía en las conversaciones. Modificar o reescribir un poema clásico resulta complicado, ya que servían para comunicar sutiles alusiones de forma oculta. Los poemas en Genji aparecen a menudo en la forma Tanka de la clásica poesía japonesa Waka. Muchos de los poemas eran conocidos por el público y generalmente, solo al leer las primeras líneas, ya se daba por supuesto que quien lo leía sería capaz de completar el texto por sí mismo.
Como la mayoría de la literatura Heian, el Genji probablemente fue escrito en gran parte, si no en su totalidad, en kana (la escritura fonética japonesa) y no con los caracteres chinos.
Dejando de lado el vocabulario referente a la política y al budismo, el Genji contiene muy pocas palabras prestadas del chino. Esto tiene el efecto de dar a la historia, incluso de forma muy clara, mucha fluidez. Sin embargo, también lleva a la confusión: hay una serie de palabras del vocabulario en japonés «puro», que tienen muchos significados diferentes y, para los lectores modernos, el contexto no siempre es suficiente para determinar el sentido que se pretendía.

## Edición en castellano

### Traducciones completas al español

#### Versión directa
Existe una única traducción directa del japonés al castellano, la de Hiroko Izumi Shimono e Iván Pinto Román del Fondo Editorial de la Asociación Peruano Japonesa. Contiene notas que facilitan la comprensión de la obra y hermosas ilustraciones de la colección de Kuyobunko de la Universidad de Waseda. Esta versión incluye también un anexo con los personajes principales. 
- Shikibu, Murasaki, El relato de Genji. Traducción Hiroko Izumi Shimono [下野 泉] e Iván Pinto Román. Lima: Fondo Editorial APJ.

1. Parte I, 2013. ISBN 978-9972-9205-9-2.
2. Parte II, 2017. ISBN 978-612-47406-2-6.
3. Parte III, 2017. ISBN 978-612-47406-3-3.

#### Versiones indirectas
Se han realizado dos traducciones indirectas del original: la de Jordi Fibla en Ediciones Atalanta parte de Royall Tyler que es la más pura filológicamente; la de Xavier Roca-Ferrer en Ediciones Destino utiliza la de Arthur Waley, la traducción canónica pero que se permite una gran adaptación para facilitar su comprensión (por ejemplo asignar nombres a los personajes). 
- Shikibu, Murasaki, La historia de Genji. Traducción Jordi Fibla. Vilaür: Ediciones Atalanta.

1. La historia de Genji, 2005. ISBN 978-84-934625-2-9; sexta edición 2022. ISBN 978-84-124315-7-5
2. Los relatos de Uji, 2006, segunda edición. ISBN 978-84-934625-8-1.

- Shikibu, Murasaki, La novela de Genji. Traducción Xavier Roca-Ferrer. Barcelona: Ediciones Destino.

1. Esplendor, 2005. ISBN 978-84-233-3772-9.
2. Catástrofe, 2006. ISBN 978-84-233-3830-6.

### Traducciones parciales
- Shikibu Murasaki, Romance de Genji, 1944. Traducción Fernando Gutiérrez. Barcelona: Juventud. ISBN 978-84-9716-360-6.
- Shikibu Murasaki, La fugitiva de Chujo, 1977. Traducción Manuel Tabares. Montevideo: Arca. OCLC 33348932.
- Una traducción parcial desde el original en japonés clásico por Ariel Stilerman fue presentada en julio de 2013 en la Universidad de Waseda en un evento en el que la actriz argentina Ana Recalde leyó y dramatizó pasajes del primer capítulo, El patio de las paulonias (Kiritsubo).

## Adaptaciones

### Cinematográficas
Genji Monogatari se ha adaptado al cine varias veces. En 1951 por el director Kōzaburō Yoshimura, en 1966 por el director Kon Ichikawa, y en 1987 por el director Gisaburo Sugii. Esta última adaptación es una película de animación. No es una versión completa del cuento, sino que básicamente, cubre los primeros 12 capítulos, añadiendo una serie de motivaciones psicológicas de más que no aparecen explícitamente en la novela. En 2001, Tonkō Horikawa realizó una adaptación con un reparto únicamente femenino. En la película Sennen no Koi - Hikaru Genji Monogatari («Genji, un amor de 1000 años»), Murasaki explica la historia de Genji a una chica como una lección del comportamiento de los hombres.
La película Yokihi (o "La Princesa Yang Kwei-fei") de Kenji Mizoguchi, del año 1955, se puede considerar como una especie de protosecuela del Genji.

### Anime
A principios de 2009, se emitió en la televisión japonesa Genji Monogatari Sennenki, una serie anime de once episodios basada en el Genji Monogatari. Esta versión fue dirigida por Osamu Dezaki.

### Ópera
Genji Monogatari también se ha adaptado para la ópera por Minoru Miki. La obra fue compuesta durante 1999 y se hizo la primera representación en la Ópera Teatro de San Luis (Misuri), con libreto de Colin Graham, en inglés. El libreto fue posteriormente traducido al japonés por el compositor.

## Bibliografía

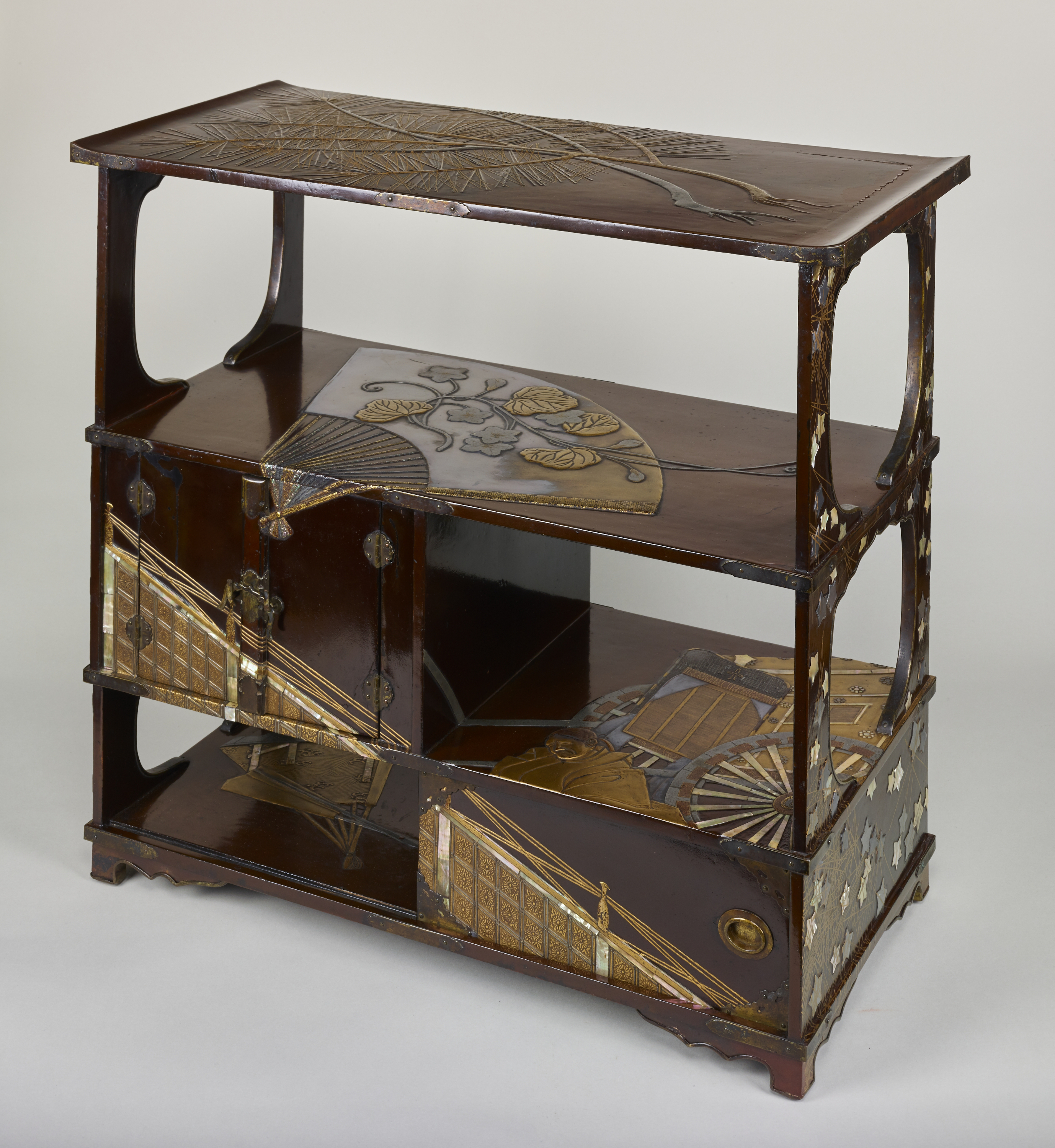
Mueble con decoración alusiva a Genji Monogatari.